# Liviska språkets revitalisering

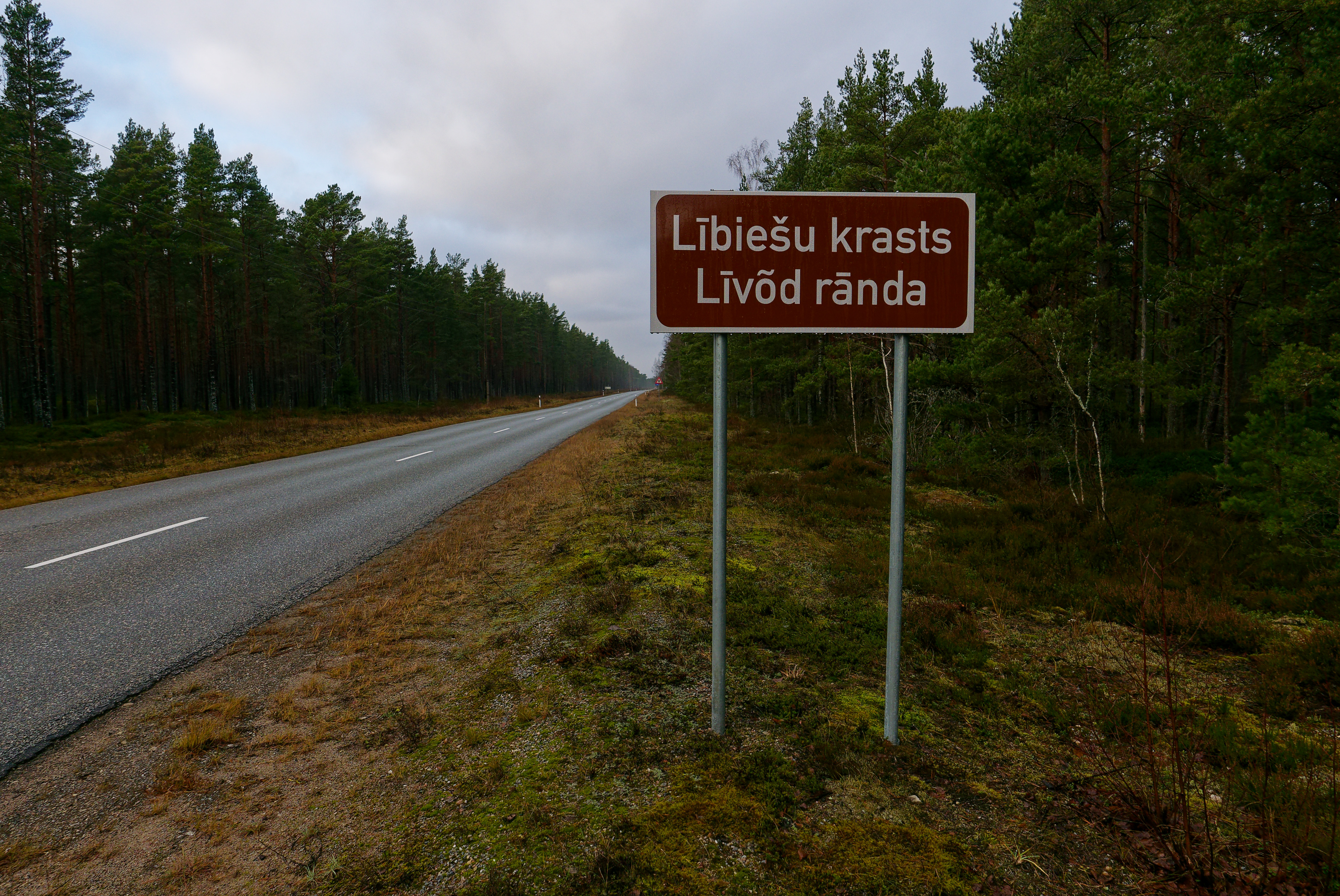
En tvåspråkig trafikskylt vid vägen till Kolka

Liviska språkets revitalisering har bedrivits som ett försök i Lettland.

## Bakgrund
Liviska är ett hotat östersjöfinskt språk som anses vara utdött.
Antal liviskas talare har minskats för ett par århundraden innan 1900-talet. Under Lettlands sovjetiska ockupation blev språkets situation allt svårare. Då Sovjetunionens armé tog över liviska kusten, blev tillgång till regionen där liviska talas i av några hundra personer mer begränsat.
Grizelda Kristiņa, den sista personen som talade liviska som modersmål, avled år 2013. Före detta hade hon hjälpt lingvister att bevara sitt språk. År 2011 fanns det cirka 250 liver enligt Lettlands folkräkning.

## Revitaliseringsprocess
Revitalisering av liviska börjades genast efter Lettland blev självständigt igen år 1991 fast den livisktalande gemenskapen hade spridit sig över Lettland, Ryssland, Sverige och Kanada. Efter Kristiņas bortgång fanns det några som kunde kommunicera på liviska, men som inte talade det som sitt modersmål.
Språkgrupper där det finns många unga är aktiva, men ungdomens språkkunskaper varierar stort. De unga är dock intresserade av att bevara sitt språk. Lettland har känt för liviska som ett av landets minoritetsspråk och ger finansiellt stöd till språkrevitaliseringen.
I oktober 2022 rapporterade LSM att det fanns nu en tvååring som talade liviska som sitt modersmål. Barnets föräldrar var båda liver som sysslade med språkrevitalisering.
Sedan 2023 har det funnits trafikskyltar på liviska i kommunen Talsi. År 2023 var också ett tema år för liviska språket som organiserades av Liviska institutet och UNESCO:s lokalkommission i Lettland och Lettlands centrum för nationalkultur. Syftet med temaåret var att göra språket mer synligt och uppmuntra folk att tala liviska.